# Ed Warby
Edward R. Warby (Rotterdam, 7 maart 1968) is een Nederlands muzikant, voornamelijk bekend om zijn werk als drummer van Gorefest, Ayreon en Hail of Bullets. Daarnaast is hij gitarist, bassist en zanger voor onder meer Demiurg en The 11th Hour.

## Elegy
Van 1984 tot en met 1986 speelde Warby in Valkyrie, waarmee hij één demo zou opnemen. In 1988 voegde de toen twintigjarige Warby zich als drummer bij de progressieve hardrock- en heavymetalband Elegy. Hij woonde op dat moment in Schiedam. Met Elegy nam hij twee goed ontvangen demo's op, waardoor hij als live-muzikant over heel de wereld kon gaan spelen. Nog voor de opname van het debuutalbum vertrok hij om zich te voegen bij de Zeeuwse deathmetalband Gorefest.

## Gorefest
In Gorefest, de band waarover hij al tijdens zijn periode bij Elegy geen geheim maakte dat hij daar graag bij wilde spelen, vestigde Warby zijn naam als drummer definitief. Hij kwam als laatste bij de band, bij Jan-Chris de Koeijer op zang en bas, gitaristen Frank Harthoorn en Boudewijn Bonebakker, die kort voor de komst van Warby bij Gorefest was gekomen. Aanvankelijk leverde het hoge tempo Warby nog de nodige aanpassingsproblemen op, maar in korte tijd weet hij zijn bijdrage aan de band te leveren. In het krantje van muziekfestival Wâldrock blikte gitarist Boudewijn Bonebakker terug:
"Toen Ed voor het eerst met ons meespeelde dachten we dat hij geen maat kon houden, omdat zijn spel niet synchroon liep met dat van ons. Later ontdekten we echter dat hij juist degene was die heel constant speelde en dat wij niet in staat waren met hem mee te komen".
De eerste opname, de demo 'Promo 92', maakte dusdanig veel indruk dat Gorefest een van de vaandeldragers van de deathmetaltak van het Duitse platenlabel Nuclear Blast werd. Eveneens in 1992 nam hij met Gorefest het album False op, wat de grote doorbraak voor Gorefest betekende. Warby combineert hierop extreme metaldrum met een open, swingende stijl, wat op dat moment verre van gebruikelijk was in deathmetal, maar wat later als 'oldschool' is gaan gelden. Warby krijgt in het nummer 'From Ignorance to Oblivion' solo de gelegenheid zichzelf als drummer te profileren. Gorefest speelde in 1993 op Dynamo Open Air op een ongunstig tijdstip, maar wist desondanks een groot publiek naar het podium te krijgen. Het concert bleek opgenomen door een lokale radiozender en Gorefest besloot de opname uit te brengen onder de titel The Eindhoven Insanity. Tussen de nummers door groeide de emotie vanwege de positieve ontvangst bij zanger Jan-Chris de Koeijer hoorbaar. Als dankbetuiging aan de fans eindigt deze live cd met de track 'Eindhoven Roar', waarop het publiek Gorefest uitgeleide doet.
Het volgende album, het uit 1994 stammende album Erase, laat zien dat Gorefest verder verwijderd raakte van de deathmetal die ze tot dan toe gespeeld hadden. Tekstueel en stilistisch leek Gorefest het deathmetaljuk van zich af te willen werpen. Het logo van de band werd strakker, de band trad volledig in het zwart op en de band als geheel kwam opvallend beschaafd over voor een band uit dit genre. De populariteit van de Gorefest groeide echter onverminderd. Toen in 1996 Soul Survivor uitkwam, was het feitelijk alleen nog de grunt van De Koeijer die de associatie met death metal levend hield. Na het verschijnen van het album Chapter 13 besloot Gorefest om in 1998 te stoppen.
Voor de afwikkeling van een juridische kwestie rondom de rechten van het materiaal van Gorefest moesten alle bandleden in 2004 bij elkaar komen, waarop Warby de opmerking maakte: "We lijken wel een band zo". Dit ontstak de vlam bij de overige drie leden en Gorefest besloot voor het plezier weer samen te spelen, na eerst oud zeer uit te spreken. In korte tijd werd een aantal nummers geschreven, waarvan een aantal zelfs harder en sneller waren dan het werk van Gorefest daarvoor. Dit was aanleiding om weer live op te gaan treden en een album op te nemen. De eerste optredens waren gelijk op de grote festivals Graspop Metal Meeting in Dessel (België) en Fields of Rock in Nijmegen.
In oktober 2008 bracht Gorefest het eerste album sinds de reünie uit, met de titel La Muerte. De cd wordt aangevuld met een dvd om de fysieke verkoop te stimuleren. De band laat daarop zien nog altijd gevoel voor metal te hebben, maar met name Boudewijn Bonebakker en Ed Warby profileren een breed scala een invloeden, mede gevoed door de diverse andere projecten waar beiden in de tussenliggende jaren deel van uit hebben gemaakt. In 2007 bracht Warby met Gorefest in 2007 het album Rise to Ruin' uit, dat bijna nog beter ontvangen werd dan voorganger La Muerte. Na intensief toeren besloot Gorefest in 2009, dit keer zonder onderlinge ruzie, dat het avontuur ten einde was.

## Andere bands
De ex-leden van Gorefest waren na en buiten Gorefest om niet bijzonder actief in heavy metal. De uitzondering daarin was Ed Warby, die vrijwel onafgebroken betrokken was bij diverse hardrock- en metalproducties. Hij droeg als sessiemuzikant bij aan werk van Orphanage, Ayreon en hij was de tijdelijke live drummer van After Forever. Als zanger verzorgde hij een gastbijdrage aan het nummer 'Beyond Terror' van Thanatos, in 2004. Hij was ook de producer van de twee covers die Thanatos in 2001 opnam en als split uitbracht onder de naam 'Imperial Anthems'.
In 1998 trad Ed Warby toe tot de band Ayreon, waarbij Jan-Chris de Koeijer in 1995 al een gastoptreden had verzorgd. Deze band werd geleid door Arjen Lucassen die hem tevens vroeg voor het project 'Star One', in 2002. In 2008 verscheen Warby ook op drie nummers op het livealbum Stars Rain Down, van Erik Norlander.
De grote terugkeer van Warby als deathmetaldrummer kwam in 2007, toen hij met leden van onder meer Thanatos en Asphyx de band Hail of Bullets begon. Tussentijds was hij ook nog actief met andere projecten, waaronder sinds 2006 als drummer voor Demiurg met de Zweedse gitaristen Rogga Johansson en Dan Swanö en sinds 2009 als drummer, drum-programmeur, gitarist, zanger, bassist, toetsenist en tekstschrijver bij The 11th Hour, waar hij eveneens werd bijgestaan door Rogga Johansson, maar opvallender is dat hij oud Gorefest gitarist Frank Harthoorn bij de band haalde. Live speelde Warby gitaar en de cleane zang voor de band en werd de grunt waargenomen door rockjournalist Pim Blankenstein.
In 2017 speelde hij mee bij de Ayreon live experience en trad hij toe tot VUUR, dat werd opgericht door Anneke van Giersbergen

## Discografie

### Met Gorefest
| Jaartal | Titel                                                              | Soort              | Functie |
| ------- | ------------------------------------------------------------------ | ------------------ | ------- |
| 1992    | Promo 92                                                           | demo               | drums   |
| 1992    | False                                                              | album              | drums   |
| 1993    | Nuclear Blast Promo EP II                                          | ep                 | drums   |
| 1993    | The Eindhoven Insanity                                             | livealbum          | drums   |
| 1994    | Erase                                                              | album              | drums   |
| 1994    | Fear                                                               | ep                 | drums   |
| 1995    | Black Winter Day / Fear                                            | split met Amorphis | drums   |
| 1996    | Freedom                                                            | single             | drums   |
| 1996    | Soul Survivor                                                      | album              | drums   |
| 1998    | Chapter 13                                                         | album              | drums   |
| 2005    | The Ultimate Collection Part 3: Soul Survivor & Chapter 13 + Bonus | compilatie         | drums   |
| 2005    | La Muerte                                                          | album              | drums   |
| 2007    | Rise to Ruin                                                       | album              | drums   |

### Met Elegy
| Jaartal | Titel               | Soort | Functie |
| ------- | ------------------- | ----- | ------- |
| 1988    | Elegant Solution    | demo  | drums   |
| 1990    | Labyrinth of Dreams | demo  | drums   |

### Met Ayreon
| Jaartal | Titel                                                  | Soort  | Functie                    |
| ------- | ------------------------------------------------------ | ------ | -------------------------- |
| 1998    | Into the Electric Castle                               | album  | drums                      |
| 2000    | The Universal Migrator Part II: Flight of the Migrator | album  | drums                      |
| 2004    | Actual Fantasy: Revisited                              | album  | drums                      |
| 2004    | The Human Equation                                     | album  | drums, percussie           |
| 2005    | Come Back to Me                                        | single | drums op 'Come Back to Me' |
| 2008    | 01011001                                               | album  | drums                      |
| 2013    | Limited Edition 7"                                     | single | drums                      |
| 2013    | The Theory of Everything                               | album  | drums                      |
| 2017    | The Source                                             | album  | drums                      |
| 2018    | Universe: The Best of Ayreon Live                      | album  | drums                      |
| 2024    | 01011001: Live beneath the Waves                       | album  | drums                      |

### Met Star One
| Jaartal | Titel                     | Soort     | functie |
| ------- | ------------------------- | --------- | ------- |
| 2002    | Space Metal               | album     | drums   |
| 2003    | Live on Earth             | livealbum | drums   |
| 2003    | Live on Earth             | video     | drums   |
| 2010    | Victims of the Modern Age | album     | drums   |

### Met Erik Norlander
| Jaar | Titel           | Soort     | Bijdragen          |
| ---- | --------------- | --------- | ------------------ |
| 2004 | Stars Rain Down | livealbum | drums op 8, 11, 12 |

### Met Hail Of Bullets
| Jaartal | Titel                      | Soort | functie |
| ------- | -------------------------- | ----- | ------- |
| 2007    | Hail of Bullets            | demo  | drums   |
| 2008    | ...Of Frost and War        | album | drums   |
| 2009    | Warsaw Rising              | ep    | drums   |
| 2010    | On Divine Winds            | album | drums   |
| 2013    | III: The Rommel Chronicles | album | drums   |

### Met Demiurg
| Jaartal | Titel            | Soort | functie     |
| ------- | ---------------- | ----- | ----------- |
| 2008    | The Hate Chamber | album | drums       |
| 2010    | Slakthus Gamleby | album | drums, zang |

### Met The 11th Hour
| Jaartal | Titel           | Soort | functie                                                            |
| ------- | --------------- | ----- | ------------------------------------------------------------------ |
| 2009    | Burden of Grief | album | drums, gitaar, basgitaar, zang, drum-programmering, tekstschrijver |
| 2012    | Lacrima Mortis  | album | zang (clean), drums, gitaar, basgitaar, keyboards, tekstschrijver  |

### Met VUUR
| Jaartal | Titel                               | Soort | functie |
| ------- | ----------------------------------- | ----- | ------- |
| 2017    | In This Moment We Are Free - Cities | album | drums   |